# Damdinbadzryn Cogtbaatar
Damdinbadzryn Cogtbaatar (ur. 2 stycznia 1988) – mongolski zapaśnik walczący w stylu wolnym. Piąty na igrzyskach azjatyckich w 2010. Srebrny medalista w mistrzostw Azji w 2014. Piąty w Pucharze Świata w 2022 i szósty w 2015. Drugi na wojskowych MŚ w 2014. Trzeci na MŚ juniorów w 2008 roku.